# Alina Korneeva
Alina Aleksandrovna Korneeva (Алина Александровна Корнеева, sinh ngày 23 tháng 6 năm 2007) là một vận động viên quần vợt người Nga. Vào năm 2023, cô giành hai danh hiệu đơn nữ trẻ Grand Slam, Giải quần vợt Úc Mở rộng và Giải quần vợt Pháp Mở rộng.

## Sự nghiệp

### 2021
Korneeva kết thúc với vị trí á quân tại nội dung đơn nữ trẻ Giải vô địch châu Âu dưới 14 tuổi trước tay vợt người Cộng hòa Séc Tereza Valentova.

### 2022
Ở cấp độ trẻ, Korneeva giành tổng cộng sáu danh hiệu đơn vào năm 2022, nhiều danh hiệu đơn nhất ở quần vợt nữ trẻ năm đó. Korneeva giành danh hiệu $15k đầu tiên ở Casablanca vào tháng 9, đánh bại Laura Hietaranta trong trận chung kết.

### 2023
Trong lần đầu tham dự Grand Slam trẻ, Korneeva có thành công tại Giải quần vợt Úc Mở rộng 2023 khi vào vòng bán kết nội dung đôi nữ trẻ với Mirra Andreeva và đánh bại Andreeva sau ba set trong trận chung kết đơn nữ trẻ. Trước trận chung kết, Andreeva nói "Cô ấy là một người bạn thực sự tốt của tôi, người bạn thân của tôi." Sau trận đấu, Korneeva nói với cô trên sân "Đây không phải là trận đấu cuối cùng của chúng ta. Chúng ta sẽ có rất nhiều trận đấu hay khi bạn thắng, khi tôi thắng...đó là một trận đấu khó khăn." Trước đó, ở vòng tứ kết nội dung đơn nữ trẻ, Korneeva đã đánh bại hạt giống 2 Tereza Valentova.
Vào tháng 3 năm 2023, Korneeva vô địch giải $60k ở Pretoria, đánh bại Tímea Babos trong trận chung kết sau hai set 6–3 7–6. Ở tuổi 15, 8 tháng và 18 ngày, Korneeva trở thành tay vợt trẻ thứ năm trong lịch sử vô địch một giải đấu ITF ở cấp độ $60k trở lên.
Vào tháng 6 năm 2023, Korneeva giành danh hiệu Grand Slam trẻ thứ 2, đánh bại Lucciana Perez Alarcon trong trận chung kết nội dung đơn nữ trẻ Giải quần vợt Pháp Mở rộng 2023 sau hai set 7–6 6–3. Cùng với Sara Saito, Korneeva cũng vào trận chung kết ở nội dung đôi nữ trẻ.

## Cuộc sống cá nhân
Sinh ra ở Moscow, Korneeva thỉnh thoảng đi tour cùng mẹ. Korneeva được đặt biệt danh là "tiểu Sharapova". Cô cũng tập luyện ở Moscow.

## Chung kết ITF

### Đơn: 2 (2 danh hiệu)
| Chú thích         |
| ----------------- |
| Giải đấu $100,000 |
| Giải đấu $80,000  |
| Giải đấu $60,000  |
| Giải đấu $40,000  |
| Giải đấu $25,000  |
| Giải đấu $15,000  |

| Chung kết theo mặt sân |
| ---------------------- |
| Cứng (1–0)             |
| Đất nện (1–0)          |
| Cỏ (0–0)               |
| Thảm (0–0)             |

| Kết quả | T–B | Ngày             | Giải đấu                | Thể loại | Mặt sân | Đối thủ          | Tỷ số         |
| ------- | --- | ---------------- | ----------------------- | -------- | ------- | ---------------- | ------------- |
| Vô địch | 1–0 | Tháng 9 năm 2022 | ITF Casablanca, Morocco | 15,000   | Đất nện | Laura Hietaranta | 7–5, 6–4      |
| Vô địch | 2–0 | Tháng 3 năm 2023 | ITF Pretoria, Nam Phi   | 60,000   | Cứng    | Tímea Babos      | 6–3, 7–6(7–3) |

### Đôi: 1 (1 danh hiệu)
| Chú thích         |
| ----------------- |
| Giải đấu $100,000 |
| Giải đấu $80,000  |
| Giải đấu $60,000  |
| Giải đấu $40,000  |
| Giải đấu $25,000  |
| Giải đấu $15,000  |

| Chung kết theo mặt sân |
| ---------------------- |
| Cứng (1–0)             |
| Đất nện (0–0)          |
| Cỏ (0–0)               |
| Thảm (0–0)             |

| Kết quả | T–B | Ngày              | Giải đấu                   | Thể loại | Mặt sân | Đồng đội        | Đối thủ                  | Tỷ số                 |
| ------- | --- | ----------------- | -------------------------- | -------- | ------- | --------------- | ------------------------ | --------------------- |
| Vô địch | 1–0 | Tháng 11 năm 2022 | ITF Sharm ElSheikh, Ai Cập | 25,000   | Cứng    | Polina Iatcenko | Jenny Dürst Park So-hyun | 6-1, 6–7(1-7), [10-5] |